# Каскад со шлюзом (Гатчина)
Каскад со шлюзом — плотина на берегу реки Колпанки между парками Сильвия и Зверинец в городе Гатчина Ленинградской области. Сооружение построено в конце XVIII века, предположительно по проекту Н. А. Львова.
При создании в конце XVIII века парка Сильвия, Н. А. Львовым был разработан проект, получившей название «Каскад со шлюзом». Осенью 1797 года были завершены земляные работы по сооружению плотины у «Птичного дома», после чего, ещё полтора года производились строительные работы. Плотина была облицована плитами из парицкого известняка. Каскад со шлюзом составлял единый ансамбль вместе с расположенной рядом Наумахией. Рядом с Каскадом был расположен пешеходный Мост-руина, который иногда, ошибочно, упоминается, как «проложенный по Каскаду».

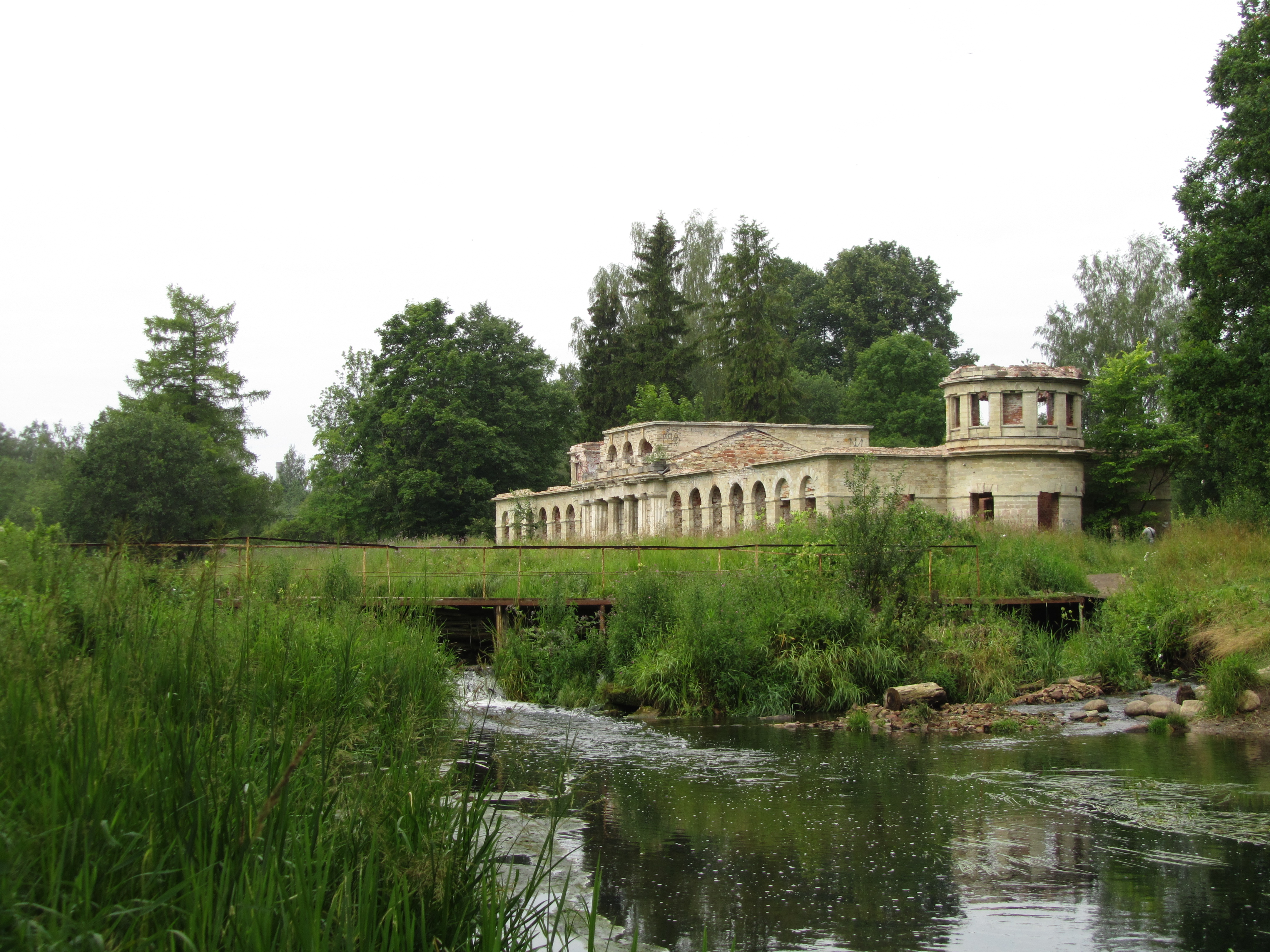
Современное состояние Каскада со шлюзом. На заднем плане — руины Птичника. 2012 г.

В течение XIX века на Каскаде неоднократно выполнялись работы по содержанию Каскада со шлюзом в рабочем состоянии.
Впоследствии никакие работы здесь не проводились. Плотина была размыта водой, плиты обвалились. К настоящему времени развалины Каскада заросли травой; через его останки проложен «временный» пешеходный мостик.